# گوکچه‌یاکا (امیرداغ)
گوکچه‌یاکا (به ترکی استانبولی: Gökçeyaka) یک منطقهٔ مسکونی در ترکیه است که در امیرداغ واقع شده‌است.